# Reyero
Reyero – gmina w Hiszpanii, w prowincji León, w Kastylii i León, o powierzchni 26,2 km². W 2011 roku gmina liczyła 129 mieszkańców.